# Цинг, Анна
Анна Цинг (англ. Anna L. (Lowenhaupt) Tsing; род. 20 октября 1952) — американский антрополог. Доктор философии (1984), профессор Калифорнийского университета в Санта-Крус, в 2013-2018 годах именной профессор (имени Нильса Бора) Орхусского университета (Дания). Отмечена Huxley Memorial Medal (2018).
Окончила Йель (B.A., 1973), а также Стэнфорд (M.A., 1976). В последнем же получила и докторскую степень. Затем в 1984-1986 годах приглашенный ассистент-профессор в Университете Колорадо в Боулдере, в 1986-1989 годах ассистент-профессор в Массачусетском университете в Амхерсте, после чего устроилась в штат Калифорнийского университета в Санта-Крус. Являлась приглашенным профессором в Чикагском и Гарвардском университетах. Член Американской антропологической ассоциации. Почетный доктор (2022).
Испытала влияние Донны Харауэй. Соредактор Feral Atlas: the More-Than-Human Anthropocene.
Автор вышедших в Princeton University Press книг: In the Realm of the Diamond Queen: Marginality in an Out-of-the-way Place (1993) — удостоившейся Henry J. Benda Prize, Friction: An Ethnography of Global Connection (2005), The Mushroom at the End of the World: On the possibility of life in capitalist ruins (2015). В своей последней книге, удостоенной Gregory Bateson Prize, она прослеживает товарную цепочку гриба мацутакэ, исследованиям чего посвятила семь лет. Соредактор Words in Motion: Towards a global lexicon (Duke University Press, 2009). Автор более сорока статей, публиковалась в Cultural Anthropology и Southeast Asian Studies Bulletin.